# Joan Root
Joan Root (18 de enero de 1936 — 13 de enero de 2006) fue una activista ecológica y conservadora de la naturaleza nacida en Kenia. Nominada al Oscar, filmó una serie de aclamados documentales de vida salvaje junto a su esposo Alan Root (Nacido el 19 de mayo de 1937 en Londres). La pareja se divorció en 1981 y Alan se asentó en Nairobi tras finalizar el divorcio el 12 de enero de 2006 un exempleado y un cazador ilegal entraron a su granja y le propinaron 3 disparos con una AK-47, por posibles conflictos de interés con el cuidado del medio ambiente, que estaba siendo agredido en Kenia contaminando los lagos.

## Primeros años
Nacida en Nairobi en 1936 como Joan Wells-Thorpe, Root era la hija de Edmund Thorpe, un banquero británico que emigró a Kenia para comenzar una nueva vida como exitoso cultivador de café.

## Trabajo
Décadas antes de existir documentales de vida salvaje como el viaje del emperador, Joan y Alan Root fueron pioneros en la grabación de migraciones animales libres de interferencias por parte de los humanos. Sus películas fueron narradas por actores tan distinguidos como Orson Welles, David Niven, James Mason, e Ian Holm. Su documental sobre supervivencia del año 1979, Misteriosos castillos de barro, fue nominado a los premios Óscar por mejor película documental. 
El matrimonio Root dio a conocer los gorilas a Dian Fossey, quien más tarde daría su vida tratando de salvarlos. Viajaron con Jacqueline Kennedy Onassis sobre Kenia en su globo aerostático. También visitaron la mayor parte de África en su famoso avión Cessna de un solo motor, en su coche anfibio y en su globo, una vez equipado con una balsa para realizar amerizajes. 
Tras su divorcio, ella recibió el rancho del Lago Naivasha, junto con el avión y un acuerdo económico por las películas que la pareja filmó mientras estaban casados. 
Después del divorcio Joan Root se implicó mucho en proyectos de conservación ecológica en el lago Naivasha y los territorios adyacentes, esto incluía el apoyo a científicos y voluntarios del Earthwatch institute que monitorizaban las condiciones ambientales de la zona. También fundó y dirigió una “Fuerza operativa” contra los cazadores furtivos del área. Esta “Fuerza operativa” impuso estrictas restricciones alrededor del Lago Naivasha, arrestando pescadores y confiscando y quemando sus redes, en un intento por detener la sobre pesca y en particular la captura de peces de menor tamaño. Estas medidas fueron controvertidas, ya que los locales consideraban el Lago Naivasha como una fuente necesaria de recursos. 

## Asesinato
En los últimos años de su vida, como muchos otros terratenientes europeos o descendientes blancos, fue objeto de acoso y amenazas. En una ocasión, una persona lanzó un ladrillo contra la ventana de su dormitorio y robó su teléfono móvil, pero ella pudo escapar por la puerta trasera. El año previo intentaron robar su automóvil y recibió amenazas en su teléfono móvil, aunque ella rehusó abandonar el lugar. Tras un robo en septiembre de 2005, cuatro años antes de su asesinato, Root hizo instalar puertas de metal en su dormitorio que ya tenía barrotes en las ventanas. Aun así, se negaba a marcharse, incluso cuando un informante supuestamente filtró noticias sobre una banda que planeaba asesinarla pronto. 
Joan fue asesinada el 13 de enero de 2006, cinco días antes cumplir 70 años, en su residencia del Lago Naivasha, por cuatro hombres que se presentaron en su puerta armados con rifles AK-47. La ecologista trabajaba en un documental sobre la vida animal en ese país. Nunca se aclararon los motivos de su muerte y se descartó el robo ya que, según los informes policiales, nada faltaba en el hogar de la realizadora. Hubo multitud de sospechosos, tales como, antiguos empleados descontentos, bandas criminales, furtivos, miembros de su “Fuerza operativa” o aquellos cuyos intereses económicos se veían amenazados por su activismo. Los cuatro hombres que fueron arrestados y acusados del crimen se declararon no culpables y fueron absueltos en agosto de 2007. Algunos de los implicados en el caso creen que fue un asesinato por encargo, pero la cuestión acerca de quién financió la operación sigue sin respuesta.

## Última voluntad y testamento
Joan Root expresó como última voluntad en su testamento que su propiedad fuera transformada en una reserva de vida salvaje de libre acceso.

## Biografía
La biografía de Joan Root escrita por Mark Seal llamada Wildflower: An Extraordinary Life and Mysterious Death in Africa fue publicada por Random House en 2009.

## Documentales
- Mizma: Portrait of a Spring (1972)
- Baobab: Portrait of a Tree (1973)
- Balloon Safari Over Kilimanjaro (1975)
- Year of the Wildebeest (1976)
- Mysterious Castles of Clay (1978)
- Lights, Camera, Africa (1980)
- The Blood of the Rose (2009) Sheffield Green Award

## Premios y nominaciones
Premios Óscar
| Año  | Categoría              | Película                   | Resultado |
| ---- | ---------------------- | -------------------------- | --------- |
| 1979 | Mejor documental largo | Mysterious Castles of Clay | Nominado  |